# Salle Vladislav

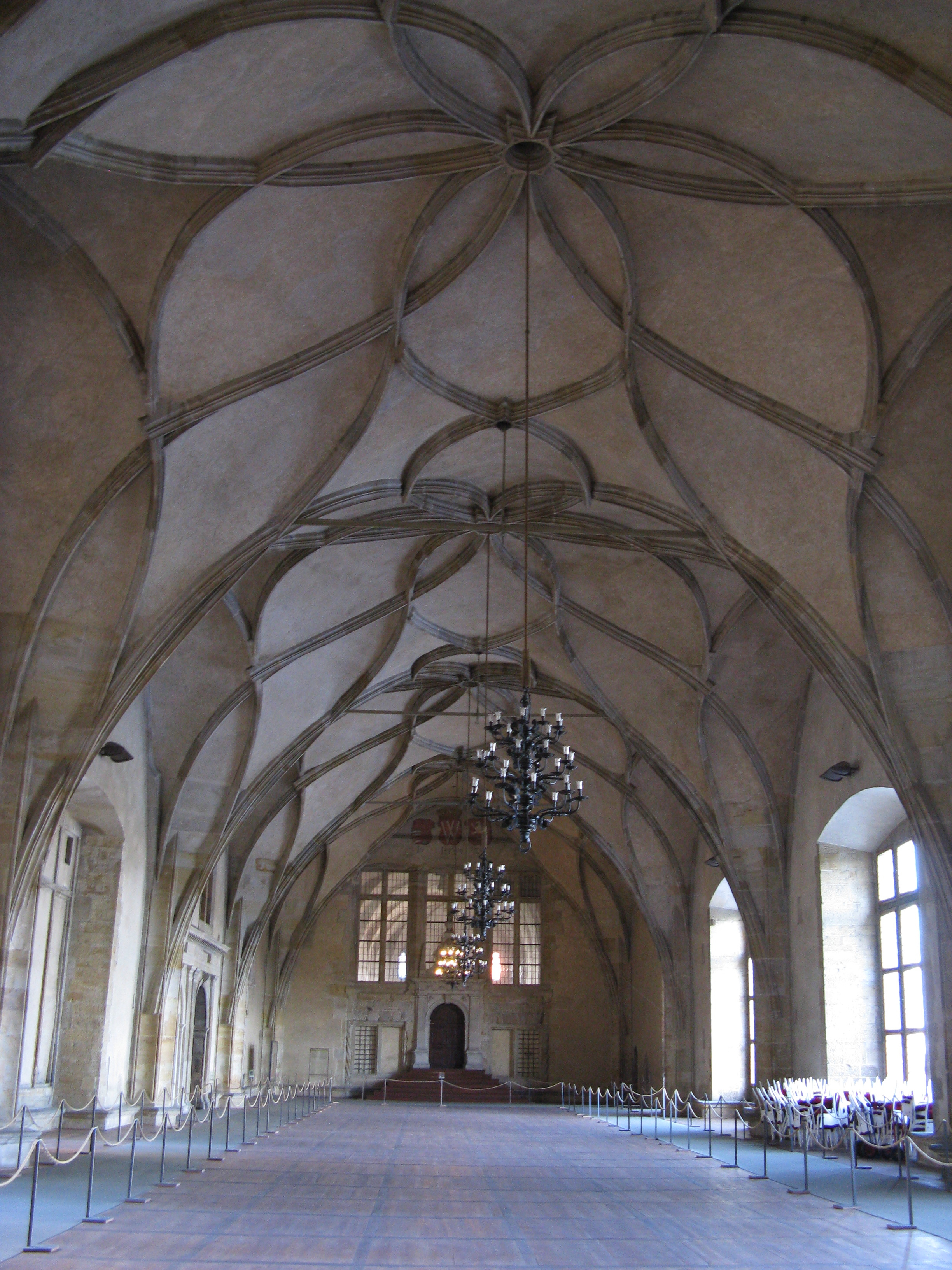
Vue de la salle Vladislav en octobre 2011.

La salle Vladislav, ou Vladislavský sál en tchèque, est une salle de l'Ancien Palais royal du château de Prague, à Prague, en République tchèque. Elle est rendue remarquable par sa voûte gothique réalisée par Benedikt Rejt entre les années 1490 et 1502. 
La salle Vladislav est le plus grand espace cérémoniel de la partie médiévale du Château de Prague, faisant partie de l'ancien palais royal. Elle a été construite sous le règne de Vladislas IV de Bohême, dont elle a reçu le nom, par l'architecte Benedikt Rejt (Ried). C'est l'un des principaux exemples de gothique tardif tchèque.
Dans le passé, elle servait de lieu pour les fêtes de couronnement des monarques tchèques. Des tournois de chevalerie y furent même organisés.
Aujourd'hui, la salle est utilisée pour des rassemblements officiels les jours fériés, des séances de cérémonie du Parlement, la présentation de bijoux de couronnement, etc. En 2019 également, elle fut utilisée à des fins commerciales.

## Histoire
La salle Vladislav a été construite entre 1490 et 1502 sous la direction de l'architecte Benedikt Rejt (Ried) et a été préservée dans sa forme originale. Contrairement aux idées reçues, elle ne servait pas de salle (les assemblées se tenaient dans la vieille maison attenante), mais plutôt d'espace de communication. Cependant, elle était également utilisée pour les fêtes aristocratiques (tournois, bals, représentations théâtrales). À partir du sacre de Charles VI (empereur du Saint-Empire) en 1723, des fêtes de couronnement eurent lieu ici, qui auparavant se tenaient dans la vieille maison. Une exposition industrielle  a eu lieu dans la salle Vladislav en 1791, et depuis 1918, elle a été utilisée pour les fêtes d'État les plus importantes, comme l'élection du président de la République, etc.
En juin 2019, un événement commercial s'est tenu ici pour la première fois : la salle a été louée par la marque française de vêtements de luxe Louis Vuitton. Elle a déboursé 15,5 millions de couronnes tchèques pour pouvoir tenir un dîner de gala dans ces locaux. Le bail a provoqué une controverse sur la question de savoir si la salle associée à l'identité tchèque devrait être louée pour des événements d'entreprise privés. L'administration du château de Prague s'est défendue en disant que c'était une marque fortement liée au patrimoine culturel.

## Description
Salle rectangulaire de style gothique tardif, mesurant 62 × 16 m, avec une riche voûte gothique circulaire en cinq champs (d'une hauteur 13 m) et des fenêtres rectangulaires style Renaissance. Elle a été créée en reliant plusieurs espaces plus anciens sur le site où se trouvaient les salles du parlement (en partie préservées sous terre), probablement depuis Vratislav II de Bohême. À l'époque, c'était la plus grande salle voûtée laïque au monde.
Du côté sud, la salle est bordée d'un balcon en pierre avec une belle vue sur la ville. Au coin sud-ouest de la salle se trouve l'accès au bureau tchèque (l'aile dite "de Ludvík", dépassant de la façade sud du château). Sur le côté nord se trouve une plus petite salle de la vieille maison et de l'escalier équestre, entrée directe de la salle de la place Saint-Georges (Jiřské náměstí) en face de la Basilique Saint-Georges de Prague. Sur le côté est de la salle se trouve l'église de Tous les Saints, dans le chœur de laquelle se trouve une entrée directe depuis la salle. Aujourd'hui, la salle est entrée sous le balcon du côté est de la troisième cour, l'entrée historique était l'escalier équestre.

## Archéologie
La salle Vladislav est également un lieu archéologique précieux. En 2008–2009, l'Institut d'archéologie de Académie tchèque des sciences à Prague a effectué des fouilles lors de la reconstruction des sols, qui ont révélé un certain nombre de découvertes archéologiques. Les renseignements sur les plantes exotiques séchées du début des XVIe et XVIIe siècles sont particulièrement précieux. Certains d'entre eux sont les premiers à apparaître en Europe dans la période post-colombienne (comme les cacahuètes) ou en Europe centrale (comme les caféiers). Les découvertes proviennent de remblais voûtés, qui servaient à la Renaissance de matériau de relief et d'isolation. 

## Source
Traduit et adapté de la page Wikipedia en tchèque. 